# ウォマ
ウォマ (Aspidites ramsayi) は、爬虫綱有鱗目ニシキヘビ科オオウロコニシキヘビ属に分類されるヘビ。

## 分布
オーストラリア中部（クイーンズランド州、西オーストラリア州、ニューサウスウェールズ州、南オーストラリア州、ノーザンテリトリー）

## 形態
頭胴長150 - 207センチメートル。胴体中央部の斜めに列になった背面の鱗の数（体列鱗数）は50 - 65。総排出口までの腹面にある幅の広い鱗の数（腹板数）は280 - 315。総排出口から後部の鱗の数（尾下板数）は45 - 55。背面は淡黄色で、暗褐色の横縞が入る。

## 分類
複数の亜種に分割する説が提唱されたこともあるが、疑問視されており有力な説ではない。

## 生態
砂漠や荒地、低木林などに生息する。夜行性で、昼間は他の動物が掘った穴や茂み・岩陰などに隠れて休む。ラジオトラッキング法による調査から、まれではあるものの樹上2 - 4メートル・時に樹上10メートル以上まで木を登った例が報告されている。
爬虫類、鳥類、小型哺乳類などを食べる。
繁殖様式は卵生。1回に4 - 8個の卵を産むとされる。

## 人間との関係
在来の哺乳類やオオトカゲ種の古巣を拡張して巣穴として利用およびこれらに依存している可能性が示唆されており、それらに影響を与えるおそれのある放牧や移入されたウサギなどによる植生の変化が懸念されている。人為的に移入されたネコやアカギツネ・ブタによって捕食されている可能性なども懸念されている。1977年にボア科単位（2018年現在はニシキヘビ科単位で）でワシントン条約附属書IIに掲載されている。
ペットとして飼育されることもあり、日本にも輸入されている。オーストラリアでは野生動物の輸出を禁止しているため、過去に輸出されて欧米で飼育下繁殖した個体のみが流通する。あまり立体的な活動は行わないのでケージの高さを重視する必要はないが、蒸れたり過度に多湿にならないようなケージを用いる。床材としてウッドシェイブや砂・メンテナンス性を重視するなら新聞紙などを用いるが、大量に排泄するためこまめに交換する必要がある。入荷直後や購入直後の個体には、適切な大きさの隠れ家を設置して落ち着くことができる環境を用意する。やや高温で飼育し、ケージ内の一部に赤外線ヒーターなどの暖房器具で他の場所より温度の高い部分を作る。水入れは全身が浸かれる物を用意するか、小さめの物を用意し脱皮不全を防ぐために脱皮しそうになったら大きめの物に変える。飼育下ではマウスに餌付くことが多い。